# Нова Вас (Пореч)
Нова Вас (итал. Villanova) је насеље у Републици Хрватској у саставу града Пореча у Истарској жупанији.

## Географија
Нова Вас се налази 4 км североисточно од Пореча, на надморској висини од 136 метара, покрај пута Пореч–Вишњан, на раскрсници са путем за Тар и Косионожиће. Већина радног становништва ради у оближњем Поречу и околним туристичким местима, а мањи број се бави тадиционом пољопривредом (винова лоза, маслине, житарице).

## Историја
Подручје је било настањено још у праисторији (градине) и античко доба, али насеље је настало 1535, када је млетачка власт населила избеглице пред Османлијама из Далмације, вероватно на месту старијег насеља. Број становника се у следећим деценијама повећавао досељавањем нових избеглица, што је дуго изазивало напетост, нарочито у земљишним власничким односима с властима и становницима околних насеља.
Жупна црква Св. Рока изграђена је 1853. на месту старије из 16. века, посвећене Св. Антуну Опату. На гробљу је црква Св. Јеронима из 16. века.

## Демографија
На попису становништва 2011. године, Нова Вас је имала 480 становника.
Према попису становништва из 2001. године у насељу Нова Вас живео је 341 становник који су живели у 96 породичних и 20 самачких домаћинстава и 1 непородично домаћинство.
Кретање броја становника по пописима 1857—2001.
| година пописа  | 1857. | 1869. | 1880. | 1890. | 1900. | 1910. | 1921. | 1931. | 1948. | 1953. | 1961. | 1971. | 1981. | 1991. | 2001. |
| бр. становника | 458   | 505   | 259   | 318   | 388   | 501   | 1124  | 1456  | 273   | 221   | 205   | 201   | 210   | 233   | 341   |

У 1857, 1869, 1921. и 1931. садржи податке за насеља Антонци, Башаринка, Брчићи, Косиножићи, Кукци, Михатовићи и Странићи код Нове Васи. У 1931. садржи податке за насеља Фрата, Гедићи, Перци и Рошини, а у 1921. и 1931. део података за насеље Пореч.

## Попис1991.
На попису становништва 1991. године, насељено место Нова Вас је имало 233 становника, следећег националног састава:
| Попис 1991.‍  | Попис 1991.‍  | Попис 1991.‍ | Попис 1991.‍ | Попис 1991.‍ |
| ------------ | ------------ | ----------- | ----------- | ----------- |
|              |              |             |             |             |
| Хрвати       | Хрвати       |             | 134         | 57,51%      |
| Италијани    | Италијани    |             | 3           | 1,28%       |
| Југословени  | Југословени  |             | 3           | 1,28%       |
| Срби         | Срби         |             | 3           | 1,28%       |
| Немци        | Немци        |             | 1           | 0,42%       |
| остали       | остали       |             | 1           | 0,42%       |
| неопредељени | неопредељени |             | 16          | 6,86%       |
| регион. опр. | регион. опр. |             | 68          | 29,18%      |
| непознато    | непознато    |             | 4           | 1,71%       |
| укупно: 233  |              |             |             |             |